# 艾莉森·莫斯利
艾莉森·莫斯利（英語：Alison Mosely，1972年8月17日—），澳大利亚女子篮球运动员。她曾代表澳大利亚参加2000年和2004年夏季残疾人奥林匹克运动会轮椅篮球比赛，获得二枚银牌。